# 알프레트 헤르만 프리트

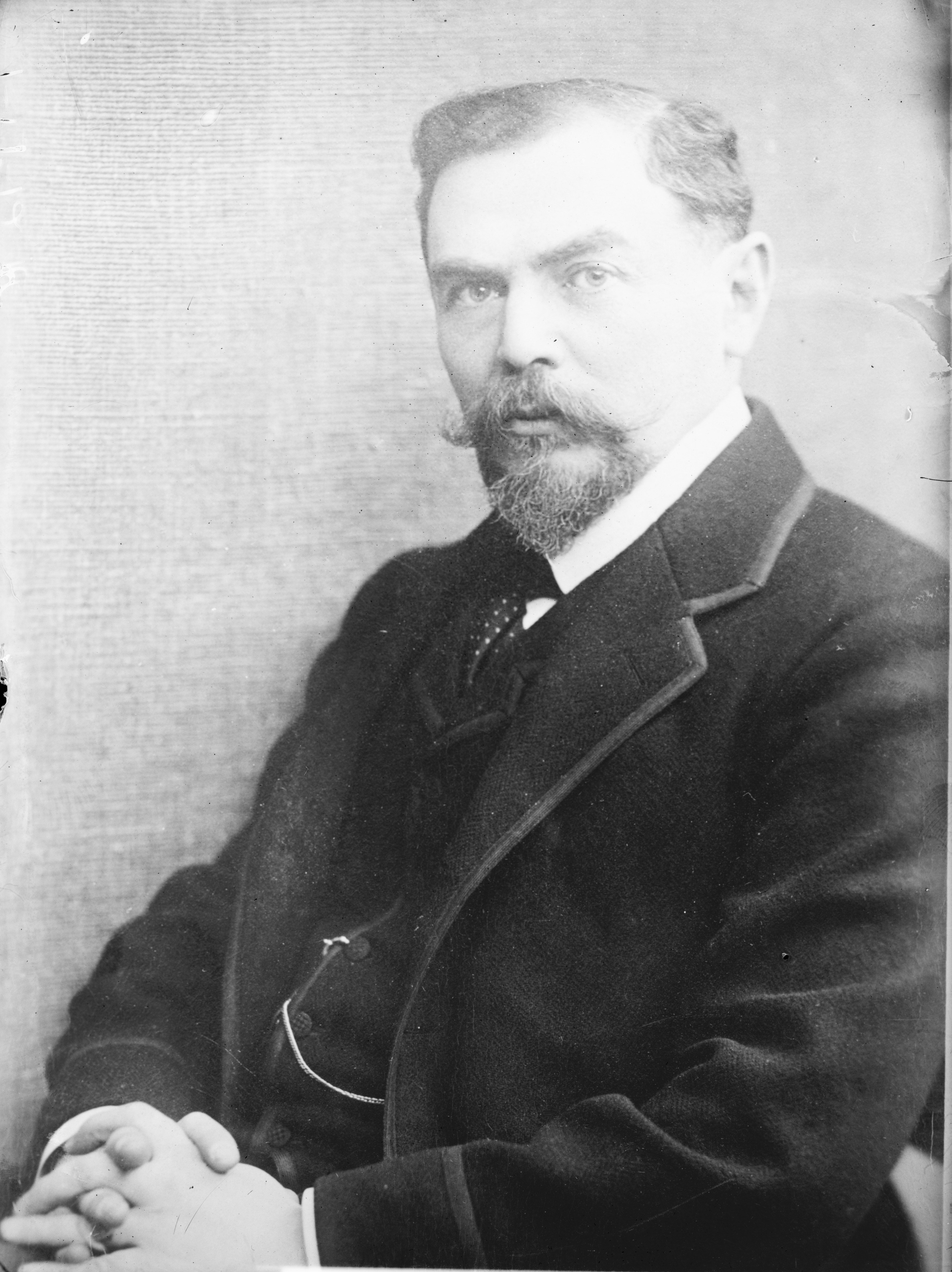
알프레트 헤르만 프리트

알프레트 헤르만 프리트(독일어: Alfred Hermann Fried, 독일어 발음: [ˈʔalfʁeːt ˈhɛʁman ˈfʁiːt], 1864년 11월 11일~1921년 5월 5일)는 오스트리아의 평화주의자이다. 오스트리아 및 독일의 평화 협회를 세우는 데 힘쓰는 등 국제 평화 운동에 활약하였다. 1891년 베를린에서 반전 평화 잡지인 《무기를 버리자!》라는 잡지를 발행하였고, 1911년에 노벨 평화상을 받았다.

## 같이 보기
- 오스트리아의 작가 목록